# Renault Scénic
A Renault Scénic é um veículo considerado tanto monovolume quanto minivan de porte médio, produzida pela Renault, com lançamentos na Europa desde 1996 e no Brasil de 1998 até julho de 2010. No início, Scénic fazia parte da família do Renault Megane, como estratégia da Renault teve a ideia de lançar uma linha completa de carros sobre uma única plataforma: Mégane Hatch, Mégane Sedan, Mégane Grand Tour, Mégane CC e Mégane Scénic. A primeira versão era uma varaição Megane hatch para a família, com alguns adicionais, como porta-objetos e mesas dobráveis nos encostos dos bancos.
A concepção do carro foi devido à necessidade de um monovlume menor que o Renault Espace, único modelo da montadora francesa com essa característica na Europa. Menor e mais barata que o Espace, a Scenic acabou fazendo sucesso e foi separada da linha Mégane em 2000. A quarta geração na Europa pode ser a última, devido a cortes e mudanças de estratégia da montadora.
No Brasil, é considerado como veículo pioneiro no segmento de minivans médias, com a fabricação nacional em novembro de 1998,  desde a fábrica em São José dos Pinhais. A partir de então, outras montadoras passaram a explorar o mercado, como a Citroën, com o modelo Xsara Picasso, de 1998, e a GM/Chevrolet, trazendo a Opel Zafira, em 1999. Em 2010, a montadora retirou do mercado brasileiro a Scénic, bem como toda a linha do Mégane, para dar espaço a novos modelos, como o Fluence.

## Renault Grand Scénic[3]
Em 2003, com a chegada da segunda geração do modelo, surgiu um Scénic maior que o original, mas não tão grande como o Espace. Tinha 7 lugares, ao contrário do Scénic normal, que tinha 5 lugares. Era identificável devido á janela lateral mais na traseira, que era ligeiramente maior do que no Scénic normal. Também teve outras versões na Europa.

## Galeria
- Primeira geração (1996-2003)
- Segunda geração (2003-2009)
- Terceira geração (2009-2016)
- Quarta geração (2016-presente)